# 1870 في فنزويلا
فيما يلي قوائم الأحداث التي وقعت خلال عام 1870 في فنزويلا.

## سياسة

### تعيين في المنصب
- 16 أبريل – غييرمو تيل فيليغاس رئيس فنزويلا.
- 27 أبريل – أنطونيو غوزمان بلانكو رئيس فنزويلا.

### انتهاء فترة المنصب
- 27 أبريل – غييرمو تيل فيليغاس رئيس فنزويلا.

## مواليد

### نوفمبر
- 11 نوفمبر – لوريانو فالينيلا لانز سياسي فنزويلي.

## وفيات

### فبراير
- 11 فبراير – كارلوس سوبليت (مواليد 1789) سياسي فنزويلي.

### أبريل
- 29 أبريل – خوان كريسوستومو فالكون (مواليد 1820) جندي فنزويلي.

### يونيو
- 12 يونيو – خوسيه روبرتو موناجاس (مواليد 1831) جندي فنزويلي.